# Rotax

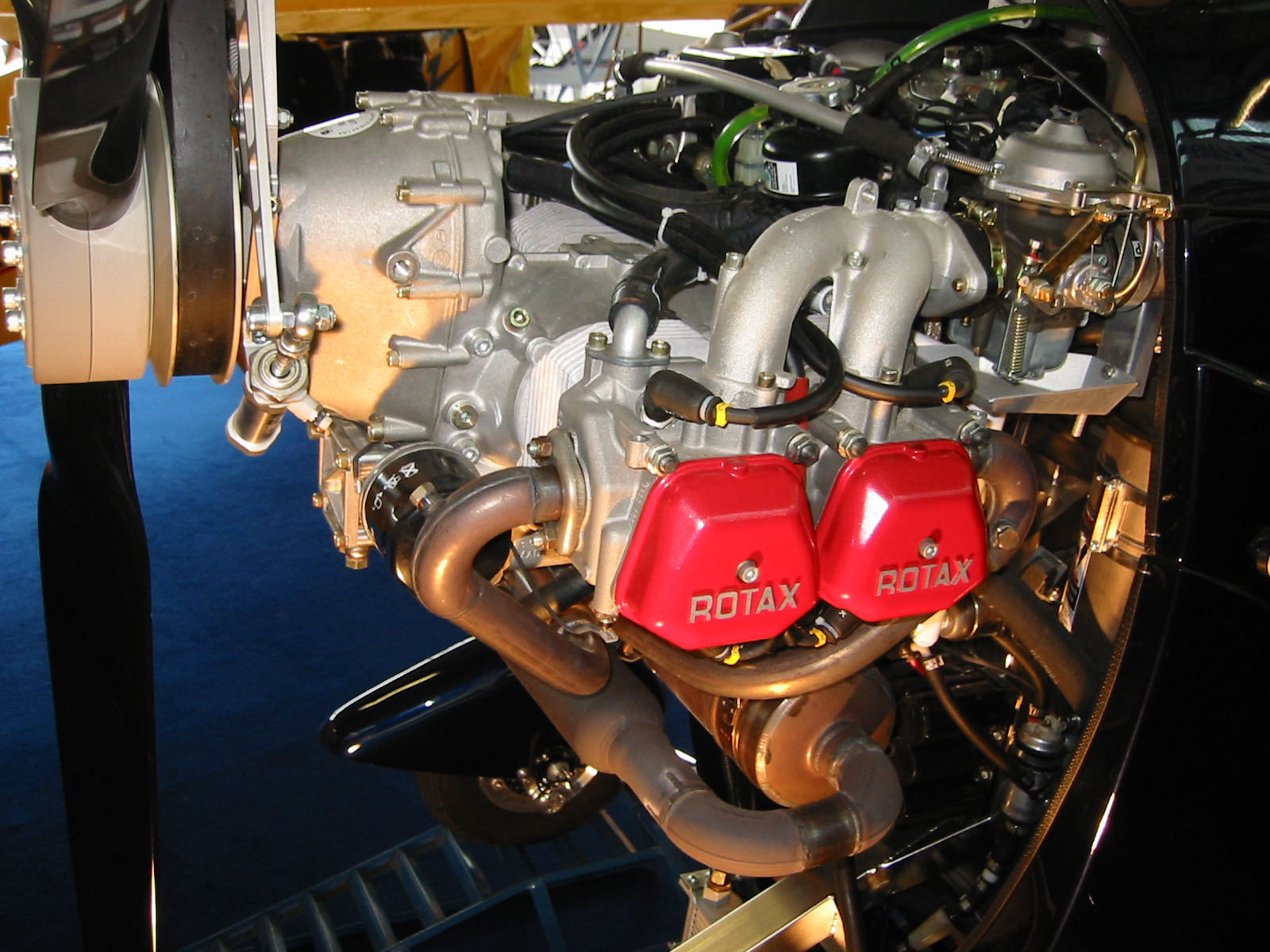
Rotax 914

Společnost BRP-Rotax GmbH & Co KG (do roku 2016 BRP-Powertrain GmbH & Co. KG), známější však jen jako Rotax, je rakouský výrobce motorů se sídlem v Gunskirchenu v Horních Rakousích. Rotax je dceřinou firmou kanadské společnosti Bombardier Recreational Products (BRP).
Původní firma byla založena v roce 1920 v Drážďanech jako ROTAX-WERK AG, v roce 1930 ji převzal Fichtel & Sachs AG a přesunul do Schweinfurtu. V roce 1943 se společnost přestěhovala do rakouského Welsu a o čtyři roky později do Gunskirchenu. V roce 1959 získala v Rotaxu majoritní podíl vídeňská firma Lohnerwerke, výrobce nástaveb automobilů a železničních vozů, ale také skútrů.
V roce 1970 společnost koupil koncern Bombardier. BRP-Rotax vyrábí motory pro sněžné skútry (Ski-Doo), později i vodní skútry (Sea-Doo) sportovní lodě nebo terénní čtyřkolky. Dodává i motory pro motocykly výrobců Aprilia, BMW, Buell (Helicon®-V2), KTM a MZ. Motory Rotax používají i sportovní a ultralehká letadla jakož i motokáry.
Od roku 2001 se motory vyrábějí i v pobočném závodě v Mexiku.
Motory Rotax 914F jsou osazeny i bezpilotní letouny MQ-1 Predator používané Letectvem USA.

## Letecké motory
- Rotax 642 - první certifikovaný letecký motor z roku 1975, dvoutaktní vzduchem chlazený dvouválec
- Rotax 447
- Rotax 277 - dvoutaktní jednoválec
- Rotax 503
- Rotax 501
- Rotax 505
- Rotax 532 - vodou chlazený dvoutaktní dvouválec, 48 kW
- Rotax 535 - dvoutaktní řadový dvouválec, certifikovaný v roce 1983, 41 - 45 kW podle karburátoru
- Rotax 582 - vylepšení modelu 532, pro ultralighty, ve výrobě od roku 1989 dosud (2020)
- Rotax 912 - výroba od roku 1989, první čtyřdobý letecký motor (čtyřválec, boxer), 60 kW, verze 912iS s elektronickým vstřikováním od roku 2012, 75 kW
- Rotax 914 - čtyřdobý přeplňovaný čtyřválec (boxer) vyráběný od roku 1996, 84 kW
- Rotax 915iS - přeplňovaný motor certifikovaný roku 2017, vzletový výkon 141 hp (105 kW)